# 曹大正
曹大正（1945年—），天津市人，汉族，中华人民共和国政治人物，第十一届全国人民代表大会天津地区代表。
毕业于北京地质学院水文系。民革党员。2008年，当选为全国人大代表。